# Phronia myrtilli
Phronia myrtilli är en tvåvingeart som beskrevs av Polevoi 1995. Phronia myrtilli ingår i släktet Phronia och familjen svampmyggor. Inga underarter finns listade i Catalogue of Life.